# Tadeusz Pełczyński

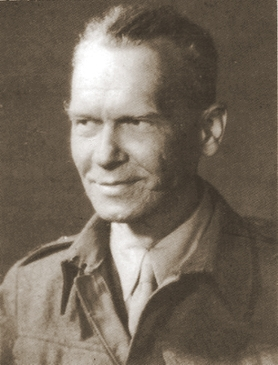
Tadeusz Pełczyński

Tadeusz Walenty Pełczyński (codenamen: Grzegorz, Adam, Wolf, Robak) (Warschau, 14 februari 1892 – Londen, 3 januari 1985) was een Pools generaal-majoor, inlichtingenofficier en hoofd van de generale staf Sectie II (de militaire inlichtingendienst).  Tijdens de Tweede Wereldoorlog was hij chef-staf en plaatsvervangend bevelhebber van de Armia Krajowa.

## Biografie
Pełczyński begon in 1911 aan een studie medicijnen aan de Jagiellonische Universiteit in Krakau. Hij was lid van de patriottische-gymnastische  Sokół organisatie en van de “Zet”  Poolse Jeugdbeweging  (Związek Młodzieży Polskiej "Zet").
Tijdens de uitbraak van de Eerste Wereldoorlog was Pełczyński op vakantie vlak bij Włocławek. Nadat het gebied door de Duitsers was bezet werd hij door de Duitsers tewerkgesteld in een Russisch krijgsgevangenkamp. In juni 1915 ging hij bij de Poolse Legioenen. Hij diende als officier bij de 6e Legioen Infanterieregiment (6 Pułk Piechoty Legionów) en voerde er het bevel over een peloton en een compagnie. In juli 1917 werd hij geïnterneerd in een kamp bij Beniaminów. In maart 1918 werd hij vrijgelaten en ging werken voor een agentschap.
In november 1918 ging hij bij het Poolse leger. In maart 1920 werd hij overgeplaatst naar de Infanterieofficier Cadetschool (Szkoła Podchorążych Piechoty) in Warschau. Tussen september 1921 en september 1923 bezocht hij het Oorlogscollege (Wyższa Szkoła Wojenna) in Warschau. In juli 1924 ging hij werken bij het Kantoor van de Binnenste Oorlogsraad (Ścisła Rada Wojenna). In mei 1927 begon hij zijn carrière bij Sectie II (de militaire inlichtingendienst) als hoofd van het informatiedepartement. In januari 1929 werd benoemd tot hoofd van Sectie II. Tussen maart 1932 en september 1935 voerde hij het bevel over de 5e Legioen Infanterieregiment (5 Pułk Piechoty Legionów) in Wilno. Hij keerde daarna terug naar Sectie II.
Als hoofd van Sectie II was Pełczyński een voorstander van Józef Piłsudski’s project om alle niet-Russische volkeren in de Sovjet-Unie te bevrijden. Pełczyński was het langstzittend vooroorlogs hoofd van Sectie II (1929-32 en 1935-januari 1939). In januari 1939 werd hij benoemd tot bevelhebber van de 19e Infanteriedivisie in Wilno. Hij was betrokken bij gevechten tijdens de Poolse Veldtocht in september 1939. 
Na de Poolse capitulatie vertrok Pełczyński naar Warschau en ging daar werken voor de verzetsbeweging Dienst voor de Poolse Overwinning (Służba Zwycięstwu Polski), daarna voor de Unie van het Gewapend Verzet (Związek Walki Zbrojnej of ZWZ) en tot slot voor de Armia Krajowa (AK).  
Tussen juli 1940 en april 1941 voerde hij het bevel over het  ZWZ-district Lublin. Toen de lokale Gestapo hem op te hielen zat vertrok hij naar Warschau waar hij in juli 1941 de post van chef-staf van de ZWZ accepteerde. Vanaf juli 1943 was hij ook plaatsvervangend commandant van de AK. In november 1943 werd hij bevorderd tot generaal-majoor. Hij was verantwoordelijk voor de door de Kedyw-eenheden uitgevoerde sabotageacties tegen de Duitse oorlogsmachine. 
Hij was betrokken bij de Opstand van Warschau. Na het neerslaan van de Opstand werd Pełczyński door de Duitsers krijgsgevangen genomen en door de Duitsers gevangengezet in het Kamp Langwasser. Na zijn bevrijding in 1945 ging Pełczyński in Londen wonen.